# Valeria (telenovelă)
Valeria este o telenovelă în limba spaniolă realizată în Miami.

## Subiect
Leopoldo și Valeria vor trebui să lupte contra ispitelor și a altor situații, cu scopul de a găsi adevărata dragoste.

## Distribuție
- Alejandra Lazcano — Valeria Hidalgo îl iubește pe Leopoldo
- Jorge Reyes — Leopoldo Riquelme o iubește pe Valeria
- Carolina Tejera — Miroslava Montemar de Riquelme
- Bobby Larios — David Barrios
- Fernando Carrera — Samuel Riquelme
- Leonardo Daniel — Renato Rivera
- Mara Croatto — Estrella Granados.
- Flavio Caballero — Alfredo Galan
- Jorge Luis Pila — Salvador Rivera
- Rosalinda Rodríguez — Hilda.
- Flor Elena González — Piedad Riquelme
- Claudia Reyes — Manon Álvarez
- Grettel Trujillo — Mariela
- Griselda Noguera — Teresa
- Shirley Budge — Scarlet
- Carla Rodríguez — Lolita
- Mariana Huerdo — Angelita
- Ivelin Giro — Jessica Anderson
- Eduardo Ibarrola — Julio Hidalgo.
- José Antonio Coro — Felipe.
- William Colmenares — Hugo
- Carlos Caballero — Juan Ignacio Riquelme
- Julián Gil — Daniel Ferrari.
- Liana Iniesta — Tatiana Riquelme.
- Ximena Duque — Ana Lucía Hidalgo
- Christian Carabias — Tony Carvajal
- Robert Avellanet — Guillermo „Iguana” Tovar
- Alberto Quintero — Isidro Morales
- Eric Sant — Alex Hidalgo
- Dayana Garroz — Raquel
- Alba Galindo — Nancy Mistral
- Ivonne Montero — María Inmaculada/Coral
- Nury Flores — Hipólita.